# (469219) Kamoʻoalewa
(469219) Kamoʻoalewa (oznaczenie tymczasowe 2016 HO3) – planetoida odkryta 27 kwietnia 2016 za pomocą teleskopu Pan-STARRS 1 ustawionego na Hawajach i należącego do tamtejszego uniwersytetu.
Planetoida, której średnicę oszacowano na 40–100 metrów, została przechwycona przez ziemskie pole grawitacyjne na początku XX wieku i orbituje wokół Słońca, jednocześnie okrążając Ziemię od 38 do 100 średnich odległości Ziemia–Księżyc. Przewiduje się, że planetoida będzie okrążać Ziemię przez następnych kilkaset lat. Nie stwierdzono zagrożenia kolizją z Ziemią.
Planetoida towarzyszy Ziemi w ruchu wokół Słońca, jednak obiega naszą planetę poza granicą strefy Hilla (strefy grawitacyjnej dominacji Ziemi), nie jest więc prawdziwym „drugim księżycem”, tylko obiektem koorbitalnym. Planetoidę tę określa się jako quasi-satelitę Ziemi.